# بادخان
بادخان نوعی بازشوی سقفی است که با استفاده از خاصیت مکش، جریان هوا را برقرار می‌کند.

## تاریخچه
معنی لغوی: بادخوان، بادگیر و گذرگاه باد باشد مطلقاً خواه در بلندی و خواه در پستی. (برهان) (ناظم الاطباء). جای بادگزار[ گذار ] و ظاهراً باصطلاح مکان اسفل را گویند و در اصل خانهٔ باد بود که بقلب استعمال کرده‌اند.
معنی بادخان: بادخان نوعی بازشوی سقفی است که با استفاده از خاصیت مکش، جریان هوا را برقرار می‌کند.

## جریان دودکشی یا بادخان
بادخان نوعی بازشوی سقفی است که با استفاده از خاصیت مکش، جریان هوا را برقرار می‌کند. خروجی‌ها باید در بالاترین ارتفاع ممکن قرار گیرند. شکل دریچه خروجی باید به گونه‌ای باشد که حداقل مقاومت را در مقابل جریان هوای صعودی داشته باشد.

## بادخان و بادخور الگویی پایدار در معماری ایران
بادگیرها از عناصر اصلی در معماری بومی ایران در اقلیم‌های گرم، گرم و مرطوب و گرم و خشک ایران هستند بادگیر متشکل از کانالی عمودی است با حفره‌هایی در قسمت راس که [باد مطلوب] را به فضای داخل هدایت می‌کند و باعث تهویه طبیعی در فضای داخلی ساختمان می‌شود این عنصر معماری ایران تهویه طبیعی را در زمان‌های گذشته میسرساخته این ویژگی نشان دهنده قابلیت‌های انطباق طراحی معماری ایران و محیط است بدین سان می‌توان به وضوح بیان کنیم که بادگیر عنصری است که براساس اصول پایداری و هماهنگ به محیط عمل می‌کند متأسفانه بادگیر به دلیل ارتفاع قسمتی از سازه است که در معرض تخریب قرار می‌گیرد آنچه مسلم است بادگیر عنصری ایرانی پایدار و هماهنگ با محیط طبیعی در معماری سنتی ایران است که در خط آسمان بعضی از شهرهای ایران از زمان‌های قدیم خودنمایی کرده‌است.

## دودکش خورشیدی
با بهره‌گیری از تابش مستقیم خورشید می‌توان اثر بادخان را افزایش داد. با تابش آفتاب به بدنه عمودی بادخان دمای هوای داخل آن افزایش یافته و صعود آن به سمت بالا با سرعت بیشتری انجام می‌شود. این مجموعه دودکش خورشیدی نامیده می‌شود.

## بادخور
بادخورها برای گرفتن باد و هدایت هوای تازه به داخل ساختمان طراحی شده‌اند. برای آنکه وجود یک بادخور مؤثر باشد، باید دو سویه باشد. بادخورها به صورت بخشی از فضاهای موجود در ساختمان مثل راه پله، آتریوم و امثال آن و گاه به صورت جز مستقل مانند یک کانال هوا در نظر گرفته می‌شوند.

## ترکیب بادخور و بادخان
بادخورها را می‌توان در ترکیب با بادخان به کار برد. بدین ترتیب هوای خنک از طریق بادخور تأمین می‌شود و هوای دم دار، از بادخان خارج می‌گردد.
بادخور در حالت ترکیبی نیز باید همه سویه باشد. بدین ترتیب که یک مجرا با جداگرهایی به چهار مجرای قائم تقسیم شده‌است و بدون توجه به جهت وزش باد یکی از محورها نسیم را می‌گیرد و سه محور دیگر، به صورت بادخان زانودار عمل می‌کند.
این روش ابتدا در ایران به کار رفت که به آن بادگیر می‌گویند.

## بررسی نحوه عملکرد بادخورها و بادخان‌های تک سویه تحت اثر سرعت‌های باد مختلف
استفاده از انرژی باد به شیوه‌های سنتی از قدیم‌الایام در ایران رواج داشته‌است. در سال‌های اخیر نیز با بالا رفتن قیمت انرژی‌های فسیلی و همگام با پیشرفت علم و تکنولوژی و لزوم توجه بیشتر برای جلوگیری از آلودگی محیط زیست، دوباره اذهان متوجه انرژی‌های نو از جمله انرژی باد شده‌است. هنگامی که باد در اطراف ساختمان جریان می‌یابد یا از یک طرف آن وارد و از طرف دیگر خارج می‌شود، باعث تهویه طبیعی می‌شود. بادخان‌ها را می‌توان برای بیرون راندن هوا از ساختمان و بدنبال آن، فراهم ساختن شرایطی جهت ایجاد یک جریان طبیعی هوا، مورد استفاده قرار داد. بادخورها نیز می‌توانند هوای بیرون را جمع کرده و آن را در فضای داخلی ساختمان رها کنند. ترکیبی از بادخان‌ها و بادخورها بخصوص در مناطقی که پتانسیل بالای باد دارند می‌تواند بشکل طبیعی، شرایط دریافت و بیرون راندن هوا را ایجاد نمایند.